# Autovía del Duero

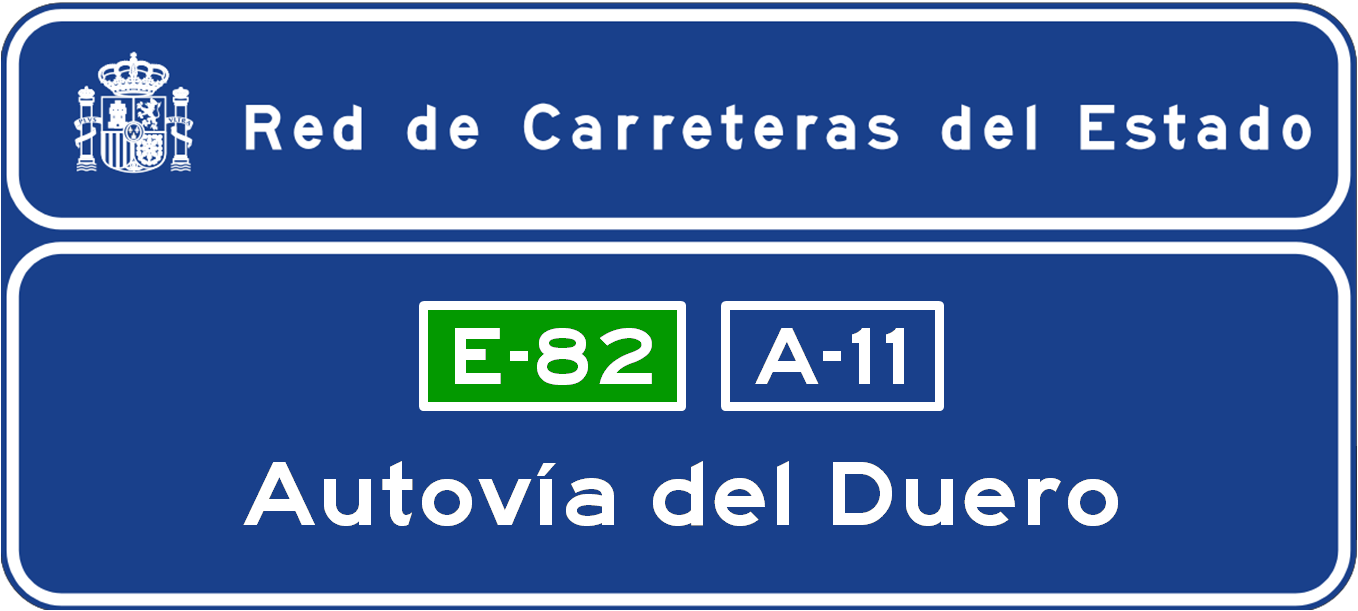
Señal de confirmación de la Autovía del Duero y Ruta Europea E82.

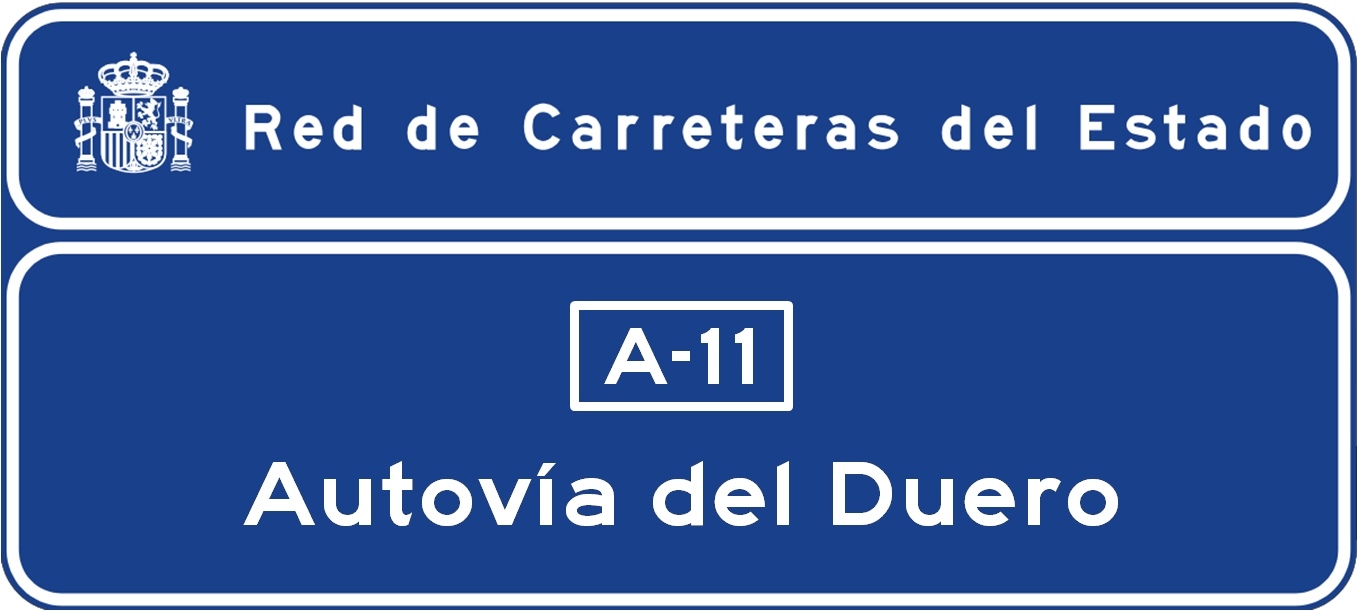
Señal de confirmación de la Autovía del Duero en el resto de tramos.

La autovía del Duero o A-11 es una autovía española en construcción que conectará el este y el oeste de la mitad norte de la península sin pasar por Madrid ni rodear por el Cantábrico, uniendo Soria con Valladolid, Zamora y la frontera portuguesa, desde la cual se puede continuar hasta Oporto, siguiendo el recorrido del río Duero. A su vez, desde su comienzo en Soria se podrá continuar hasta Zaragoza y Barcelona a través de la A-15 o la carretera nacional N-122.
La A-11 comparte calzada con la E-80 A-62 (autovía de Castilla) desde Valladolid hasta Tordesillas, donde comienza a denominarse E-82 A-11 hasta su, aún sin servicio, final en San Martín del Pedroso para conectar con la autopista portuguesa A4.
También será una ruta alternativa para el tráfico de Galicia y Asturias hacia el valle del Ebro, sobre todo cuando se finalice la autovía Valladolid-León.
Esta infraestructura supone un gran eje este-oeste que vertebra a la comunidad autónoma de Castilla y León además de canalizar el tráfico que recorre la meseta Norte en dicha dirección. Para provincias como Soria y Zamora constituirá una revitalización de su economía al poder conectarse directamente a Valladolid y a la red de autovías mediante una vía de gran capacidad.
Existen cuatro tramos con una denominación distinta a la de A-11:
- Tramo Tudela de Duero-Valladolid: señalizada como A-11, aunque su denominación oficial es VA-11.
- Tramo Ronda Exterior Sur de Valladolid: señalizada como VA-30, con la que comparte calzada.
- Tramo Valladolid-Tordesillas: E-80 A-62, con la que comparte calzada.
- Tramo Río Duero (Zamora)-Zamora Norte: E-82 A-66, con la que comparte calzada.

En 2007 algunos de los productores vitivinícolas de la D.O. Ribera del Duero, entre ellos Vega Sicilia, alegaron contra el trazado decidido por el Ministerio de Transportes, Movilidad y Agenda Urbana para el tramo Aranda de Duero - Tudela de Duero debido a que tal tramo supondría pasar por sus "emblemáticos" viñedos. El tramo estuvo paralizado a falta de una solución hasta 2009, momento en el que el exministro de Fomento José Blanco presenta dos opciones: desdoblar la carretera actual pasando por los viñedos, o crear una nueva autovía (de 120 km/h) como se hizo en el tramo entre Valladolid y Zamora. El otro exministro, Íñigo de la Serna, propuso crear una autovía paralela, mientras que el exministro, José Luis Ábalos sugería desdoblar la antigua carretera.
Entre Zamora y Portugal se inauguró la circunvalación de Zamora (unos 6,2 km de longitud) en 2010.

## Tramos
| Denominación  | Tramo | Kilómetros  | Año servicio / Estado (2025)                                                                                        |
| ------------- | --- | ----------- | --- |
|               | Los Rábanos A-15 SO-20 - La Mallona | 20,6        | Proyecto relicitado (pendiente readjudicación de proyecto) (pendiente licitación de obras)                          |
| A-11          | La Mallona - Venta Nueva | 5,9         | 2019 |
| A-11          | Venta Nueva - Santiuste | 16          | 2022 |
| A-11          | Santiuste - El Burgo de Osma Este | 8,5         | 2019 |
| A-11          | Variante de El Burgo de Osma Tramo: El Burgo de Osma Este - El Burgo de Osma Oeste | 9,57        | 2004 |
| A-11          | El Burgo de Osma Oeste - San Esteban de Gormaz Oeste | 9,2         | 2023 |
| A-11          | San Esteban de Gormaz Oeste - Langa de Duero | 12,8        | 2020 |
|               | Langa de Duero - Aranda de Duero Este | 22,3        | Obras reanudadas (apertura prevista para 2028 o 2029)                                                               |
| A-11          | Variante de Aranda de Duero Tramo: Aranda de Duero Este - Castrillo de la Vega | 13,7        | 2015 |
|               | Castrillo de la Vega - Limítrofe provincial Burgos/Valladolid | 12          | Proyecto relicitado (pendiente readjudicación de proyecto) (pendiente licitación de obras)                          |
|               | Limítrofe provincial Burgos/Valladolid - Quintanilla de Arriba Oeste | 27,8        | Proyecto relicitado (pendiente readjudicación de proyecto) (pendiente licitación de obras)                          |
|               | Quintanilla de Arriba Oeste - Olivares de Duero | 14,5        | En obras (apertura retrasada a primavera de 2026)                                                                   |
|               | Olivares de Duero - Tudela de Duero Este | 20,2        | En obras (apertura retrasada a primavera de 2026)                                                                   |
| A-11          | Tudela de Duero Este - La Cistérniga Sureste Tramo original: Variante de Tudela de Duero Tramo ampliado: Tudela de Duero Este - La Cistérniga Sureste                                                               | 5 9         | 1 carril por sentido: 1978 2 carriles por sentido: 2002                                                             |
| A-11          | Variante de La Cistérniga Tramo: La Cistérniga Sureste - La Cistérniga Noroeste VA-30 | 5,7         | 2002 |
| VA-30         | Ronda Exterior Sur de Valladolid Tramo: La Cistérniga Noroeste - Pol. San Cristóbal A-601 Tramo: Pol. San Cristóbal A-601 - Pol. San Cristóbal N-601 Tramo: Pol. San Cristóbal N-601 - Arroyo de la Encomienda A-62 | 1,8 1,1 6,6 | 2010 1994 2010 |
| E-80 A-62     | Arroyo de la Encomienda VA-30 - Tordesillas Nordeste A-6 Tramo original Tramo ampliado | 21,5 21,5   | 2 carriles por sentido: 1989 3 carriles por sentido: Sometida a información pública                                 |
| E-80 A-62 A-6 | Variante de Tordesillas Tramo: Tordesillas Nordeste A-6 - Tordesillas Noroeste A-6 Tramo original: Tordesillas Noroeste A-6 - Tordesillas Oeste Tramo ampliado: Tordesillas Noroeste A-6 - Tordesillas Oeste        | 4 1 1       | 1989 1 carril por sentido: 1989 2 carriles por sentido: 1999                                                        |
| E-82 A-11     | Tordesillas Oeste A-62 - Villaester | 16,9        | 2003 |
| E-82 A-11     | Villaester - Toro | 14,7        | 2004 |
| E-82 A-11     | Toro - Zamora Este A-66 | 32,26       | 2005 |
| E-82 A-66     | Zamora Este - Zamora Norte | 4,9         | 2007 |
| E-82 A-11     | Ronda Norte de Zamora Tramo: Zamora Norte A-66 - Zamora Oeste | 6,2         | 2010 |
|               | Zamora Oeste - Ricobayo | 17,2        | Proyecto terminado (aprobada DIA y aprobada definitivamente información pública) (pendiente de licitación de obras) |
|               | Ricobayo - Fonfría | 20,2        | Proyecto terminado (aprobada DIA y aprobada definitivamente información pública) (pendiente de licitación de obras) |
|               | Fonfría - Alcañices | 17,8        | Proyecto terminado (aprobada DIA y aprobada definitivamente información pública) (pendiente de licitación de obras) |
|               | Alcañices - Frontera portuguesa Subtramo: Alcañices - San Martín del Pedroso | 15,1        | Proyecto terminado (aprobada DIA y aprobada definitivamente información pública) (pendiente de licitación de obras) |
|               | Alcañices - Frontera portuguesa Subtramo: San Martín del Pedroso - Frontera portuguesa | 1,5         | En obras (apertura retrasada al 2026 o 2027)                                                                        |

## Salidas

### Tramo La Mallona - Langa de Duero
| Velocidad | Esquema | Salida | Sentido Aranda de Duero (ascendente)             | Sentido Soria (descendente)                      | Carretera                           | Notas |
| --------- | ------- | ------ | ------------------------------------------------ | ------------------------------------------------ | ----------------------------------- | ----- |
|           |         |        | Inicio de la Autovía del Duero                   | Fin de la Autovía del Duero                      | N-122                               |       |
|           |         | 27     | Calatañazor Abejar Nódalo                        | Calatañazor Abejar Nódalo                        | N-122 SO-910 SO-110                 |       |
|           |         | 36     | Valdealvillo Torreblacos Blacos Rioseco de Soria | Valdealvillo Torreblacos Blacos Rioseco de Soria | N-122 SO-P-5023 SO-P-5031 SO-P-4046 |       |
|           |         | 46     | Santiuste Valdenarros Torralba del Burgo         | Santiuste Valdenarros Torralba del Burgo         | N-122                               |       |
|           |         | 54     | El Burgo de Osma (este) Almazán                  | El Burgo de Osma (este) Almazán                  | N-122 CL-116                        |       |
|           |         | 61     | El Burgo de Osma (oeste) Alcubilla del Marqués   | El Burgo de Osma (oeste) Alcubilla del Marqués   | N-122 SO-P-4027                     |       |
|           |         | 65     | San Esteban de Gormaz (este)                     | San Esteban de Gormaz (este)                     | N-110                               |       |
|           |         | 72     | San Esteban de Gormaz (oeste)                    | San Esteban de Gormaz (oeste)                    | N-122                               |       |
|           |         | 80     | Velilla de San Esteban                           | Velilla de San Esteban                           | N-122                               |       |
|           |         |        | Fin de la Autovía del Duero                      | Inicio de la Autovía del Duero                   | N-122                               |       |

### Tramo Variante de Aranda de Duero
| Velocidad | Esquema | Salida | Sentido Valladolid (ascendente) | Sentido Soria (descendente)    | Carretera   | Notas |
| --------- | ------- | ------ | ------------------------------- | ------------------------------ | ----------- | ----- |
|           |         |        | Inicio de la Autovía del Duero  | Fin de la Autovía del Duero    | N-122       |       |
|           |         | 113    | Madrid-Burgos Aranda de Duero   | Madrid-Burgos Aranda de Duero  | E-5 A-1 N-1 |       |
|           |         |        | Fin de la Autovía del Duero     | Inicio de la Autovía del Duero | BU-V-2031   |       |

### Tramo Tudela de Duero - Valladolid (VA-30)
| Velocidad | Esquema | Salida | Sentido Valladolid (ascendente) | Sentido Soria (descendente) | Carretera                                                  | Notas |
| --------- | ------- | ------ | --- | --- | ---------------------------------------------------------- | ----- |
|           |         |        | Inicio de la Autovía del Duero | Fin de la Autovía del Duero | N-122                                                      |       |
|           |         | 345    | Tudela de Duero (este) Herrera de Duero - Boecillo | Tudela de Duero (este) Herrera de Duero - Boecillo | VA-200 CL-600                                              |       |
|           |         |        | Río Duero | Río Duero |                                                            |       |
|           |         | 347    | Tudela de Duero (centro) - Villabáñez | | VP-3302                                                    |       |
|           |         | 349    | | Tudela de Duero (centro) - Villabáñez | VP-3302                                                    |       |
|           |         |        | Canal del Duero | Canal del Duero |                                                            |       |
|           |         | 350    | | Vía de servicio |                                                            |       |
|           |         | 354    | La Cistérniga Polígono industrial La Mora | La Cistérniga Polígono industrial La Mora |                                                            |       |
|           |         | 357    | La Cistérniga | La Cistérniga |                                                            |       |
|           |         |        | Fin de la Autovía del Duero Continúa por VA-30 y E-80 A-62 hasta Tordesillas, donde se recovierte en E-82 A-11                                                          | Inicio de la Autovía del Duero |                                                            |       |
|           |         | 358    | La Cistérniga VA-30 Palencia - Burgos Renedo de Esgueva Cabezón de Pisuerga                                                                                             | La Cistérniga VA-30 Palencia - Burgos Renedo de Esgueva Cabezón de Pisuerga                                                                                             | VA-30 E-80 A-62 VA-140 VA-113                              |       |
|           |         | 358    | Polígono industrial San Cristóbal VA-30 Zamora Salamanca Segovia Madrid - León - Aeropuerto Medina del Campo                                                            | Polígono industrial San Cristóbal VA-30 Zamora Salamanca Segovia Madrid - León - Aeropuerto Medina del Campo                                                            | VA-30 E-82 A-11 E-80 A-62 A-601 N-601 CL-610               |       |
|           |         | 359    | Polígono industrial San Cristóbal | Polígono industrial San Cristóbal |                                                            |       |
|           |         | 360    | VA-20 Valladolid (todas las direcciones) Salamanca - Palencia - Burgos Zamora Segovia Medina del Campo León - Madrid - Aeropuerto Renedo de Esgueva Cabezón de Pisuerga | VA-20 Valladolid (todas las direcciones) Salamanca - Palencia - Burgos Zamora Segovia Medina del Campo León - Madrid - Aeropuerto Renedo de Esgueva Cabezón de Pisuerga | VA-20 E-80 A-62 E-82 A-11 A-601 CL-610 N-601 VA-140 VA-113 |       |
|           |         |        | Entrada a Valladolid Avenida de Soria Plaza Circular | |                                                            |       |

### Tramo Ronda Exterior Sur de Valladolid (VA-30)
| Velocidad | Esquema | Salida | Sentido ascendente                                                                          | Sentido descendente                                                                         | Carretera que enlaza     | Notas |
| --------- | ------- | ------ | ------------------------------------------------------------------------------------------- | ------------------------------------------------------------------------------------------- | ------------------------ | ----- |
|           |         | 13     | Valladolid (centro ciudad) Polígono industrial San Cristóbal A-11 Soria N-122 La Cistérniga | Valladolid (centro ciudad) Polígono industrial San Cristóbal A-11 Soria N-122 La Cistérniga | A-11 N-122               |       |
|           |         | 15     | Valladolid (este) Polígono industrial San Cristóbal A-601 Segovia                           | Valladolid (este) Polígono industrial San Cristóbal A-601 Segovia VA-20 León                | A-601 VA-20              |       |
|           |         | 16AB   | Valladolid (centro ciudad) N-601 Olmedo                                                     | Valladolid (centro ciudad) N-601 Olmedo                                                     | N-601                    |       |
|           |         |        | L.A.V. Madrid-Segovia-Valladolid FF.CC. Madrid-Irún                                         | L.A.V. Madrid-Segovia-Valladolid FF.CC. Madrid-Irún                                         |                          |       |
|           |         | 18     | Valladolid (centro ciudad) Paseo de Zorrilla CL-610 Medina del Campo                        | Valladolid (centro ciudad) Paseo de Zorrilla CL-610 Medina del Campo                        | CL-610                   |       |
|           |         | 19     | VP-9801 Simancas                                                                            | VP-9801 Simancas                                                                            | VP-9801                  |       |
|           |         |        | Río Pisuerga                                                                                | Río Pisuerga                                                                                |                          |       |
|           |         | 20     | Valladolid (oeste) Arroyo de la Encomienda                                                  |                                                                                             |                          |       |
|           |         | 21AB   | E-80 A-62 Salamanca - Palencia - Burgos E-82 A-11 Zamora A-60 León - Aeropuerto             |                                                                                             | E-80 A-62 E-82 A-11 A-60 |       |

### Tramo Valladolid - Tordesillas (A-62)
| Velocidad | Esquema | Salida | Sentido Portugal (ascendente)                                    | Sentido Burgos (descendente)                    | Carretera que enlaza          | Notas |
| --------- | ------- | ------ | ---------------------------------------------------------------- | ----------------------------------------------- | ----------------------------- | ----- |
|           |         | 129    | VA-30 Olmedo Soria Segovia Medina del Campo                      | VA-30 Olmedo Soria Segovia Medina del Campo     | VA-30 N-601 A-11 A-601 CL-610 |       |
|           |         | 130AB  | Valladolid (sur) Arroyo de la Encomienda - La Flecha - Ciguñuela | Arroyo de la Encomienda - La Flecha - Ciguñuela |                               |       |
|           |         | 132,4  |                                                                  | Radar fijo Límite 120 km/h                      |                               |       |
|           |         | 134    | Puente Duero - Tudela de Duero Vía de servicio                   | Puente Duero - Tudela de Duero Vía de servicio  | CL-600                        |       |
|           |         | 135    | Simancas - Geria Archivo General de Simancas                     | Simancas - Geria Archivo General de Simancas    | VP-5806                       |       |
|           |         | 137    | Urbanización Panorama                                            | Urbanización Panorama                           |                               |       |
|           |         | 139    | Geria Área de servicio                                           | Geria Área de servicio                          | VP-5803                       |       |
|           |         | 142    | Villamarciel - Velliza                                           | Villamarciel - Velliza                          | VP-9802 VP-5804               |       |
|           |         | 143    | Área de servicio                                                 |                                                 |                               |       |
|           |         | 145    | San Miguel del Pino                                              | San Miguel del Pino                             | VP-9803                       |       |
|           |         | 148    | Urbanización El Montico                                          | Urbanización El Montico                         |                               |       |
|           |         | 151    | Tordesillas Medina del Campo - Madrid                            |                                                 | N-620 A-6                     |       |
|           |         |        | Continúa por A-6 La Coruña E-80 A-62 Salamanca E-82 A-11 Zamora  |                                                 | A-6 E-80 A-62 E-82 A-11       |       |

### Tramo Tordesillas - Zamora
| Velocidad | Esquema | Salida | Sentido Zamora (ascendente)                                                                             | Sentido Tordesillas (descendente)                                                                                 | Carretera            | Notas |
| --------- | ------- | ------ | --- | --- | -------------------- | ----- |
|           |         |        | Inicio de la Autovía del Duero                                                                          | Fin de la Autovía del Duero                                                                                       | A-62 E-80            |       |
|           |         | 394 AB | | Tordesillas Valladolid - Burgos - Salamanca - Guarda (Portugal) Medina del Campo - Madrid - Benavente - La Coruña | N-122 A-62 E-80 A-6  |       |
|           |         | 395    | Torrecilla de la Abadesa                                                                                | Torrecilla de la Abadesa                                                                                          | N-122 VP-7701        |       |
|           |         | 410    | Villaester Pedrosa del Rey                                                                              | Villaester Pedrosa del Rey                                                                                        | N-122 VP-6701        |       |
|           |         |        | Provincia de Zamora                                                                                     | Provincia de Valladolid                                                                                           |                      |       |
|           |         | 417    | Morales de Toro                                                                                         | Morales de Toro                                                                                                   | N-122                |       |
|           |         | 425    | Villavendimio Villardefrades Toro                                                                       | Villavendimio Villardefrades Toro                                                                                 | ZA-705               |       |
|           |         | 438    | Fresno de la Ribera Matilla la Seca                                                                     | Fresno de la Ribera Matilla la Seca                                                                               | ZA-P-2307            |       |
|           |         | 447    | Coreses Algodre                                                                                         | Coreses Algodre                                                                                                   | ZA-P-1303            |       |
|           |         | 455 AB | Zamora Alcañices - Braganza (Portugal) Benavente - León - Orense Salamanca - Cáceres - Mérida - Sevilla | Zamora Alcañices - Braganza (Portugal) Benavente - León - Orense Salamanca - Cáceres - Mérida - Sevilla           | ZA-12 A-11 E-82 A-66 |       |
|           |         |        | Fin de la Autovía del Duero Inicio del Acceso Este a Zamora                                             | Inicio de la Autovía del Duero Fin del Acceso Este a Zamora                                                       | ZA-12                |       |

### Tramo Ronda Norte de Zamora
| Velocidad | Esquema | Salida | Sentido Portugal (ascendente)                     | Sentido Tordesillas (descendente)                                                                  | Carretera      | Notas |
| --------- | ------- | ------ | ------------------------------------------------- | -------------------------------------------------------------------------------------------------- | -------------- | ----- |
|           |         |        | Inicio de la Autovía del Duero                    | Fin de la Autovía del Duero                                                                        | A-66           |       |
|           |         | 461    |                                                   | Benavente - León - Orense Salamanca - Cáceres - Mérida - Sevilla Tordesillas - Valladolid - Madrid | A-66 A-11 E-82 |       |
|           |         | 463    | Roales del Pan Zamora (norte) Polígono industrial | Roales del Pan Zamora (norte) Polígono industrial                                                  | N-630 ZA-11    |       |
|           |         | 466    | Zamora (oeste)                                    | Zamora (oeste)                                                                                     | N-122          |       |
|           |         |        | Fin de la Autovía del Duero                       | Inicio de la Autovía del Duero                                                                     | N-122          |       |